# Coronel Traconis 2.ª Sección (El Zapote)
Coronel Traconis 2.ª Sección (El Zapote) es una localidad del municipio de Centro ubicado en la subregión centro del estado mexicano de Tabasco.

## Geografía
La localidad de Coronel Traconis 2.ª Sección (El Zapote) se sitúa en las coordenadas geográficas 17°56′52″N 92°49′55″O / 17.947778, -92.831944, a una elevación de 5 metros sobre el nivel del mar.

## Demografía
Según el Conteo de Población y Vivienda 2020, efectuado por el Instituto Nacional de Estadística y Geografía, la localidad de Coronel Traconis 2.ª Sección (El Zapote) tiene 186 habitantes, de los cuales 98 son del sexo masculino y 88 del sexo femenino. Su tasa de fecundidad es de 1.96 hijos por mujer y tiene 56 viviendas particulares habitadas.
| Gráfica de evolución demográfica de Coronel Traconis 2.ª Sección (El Zapote) entre 1970 y 2020 |
|                                                                                                |
| INEGI.                                                                                         |